# Грачёв, Виталий Юрьевич
Виталий Юрьевич Грачёв (род. 11 января 1995 года) - российский пловец в ластах.

## Карьера
Виталий Грачев занимается подводным спортом уже 8 лет. За это время юноша становился 
бронзовым призёром первенства Европы на дистанции 100 м., серебряным призёр первенства Европы в эстафетном плавании, рекордсменом России, чемпионом мира среди юношей 2012 г., рекордсменом мира. Признавался лучшим спортсменом Ярославской области по неолимпийским видам спорта.
На чемпионате мира 2015 года завоевал серебро в эстафете 4×100 метров.Тренер в бассейне